# Osmoloda, Rojneativ
Osmoloda (în ucraineană Осмолода) este localitatea de reședință a comunei Osmoloda din raionul Rojneativ, regiunea Ivano-Frankivsk, Ucraina.

## Demografie
Componența lingvistică a localității Osmoloda
     Ucraineană (100%)
Conform recensământului din 2001, toată populația localității Osmoloda era vorbitoare de ucraineană (100%).